# Бредт, Фердинанд Макс
Фердинанд Макс Бредт (нем. Ferdinand Max Bredt; 7 июня 1860, Лейпциг — 8 июня 1921, Рупольдинг) — немецкий художник-ориенталист.

## Биография
Уроженец Лейпцига, Бредт первоначально планировал заниматься торговлей книгами, и прошёл курс обучения книжной торговле в Штутгарте. В 1877 году он начал изучать живопись в местной Королевской художественной школе у Бернгарда Негера и Карла фон Хаберлина. В 1880 году он перешёл в Мюнхенскую академию к Вильгельму фон Линденшмит-младшему. В последующие годы Бредт много путешествовал, и эти поездки привели его в Италию, Грецию, Турцию и Тунис.
В 1897 году он поселился в Рупольдинге.
Бредт создал целую серию картин с изображениями гаремов и одалисок, а также пейзажи и академические полотна. В его поздних работах мазок становится более свободным и более широким, а стиль живописи более открытым и умеренно современным.
Фердинанд Макс Бредт скончался в Рупольдинге уже в XX веке.

## Галерея

Некоторые работы
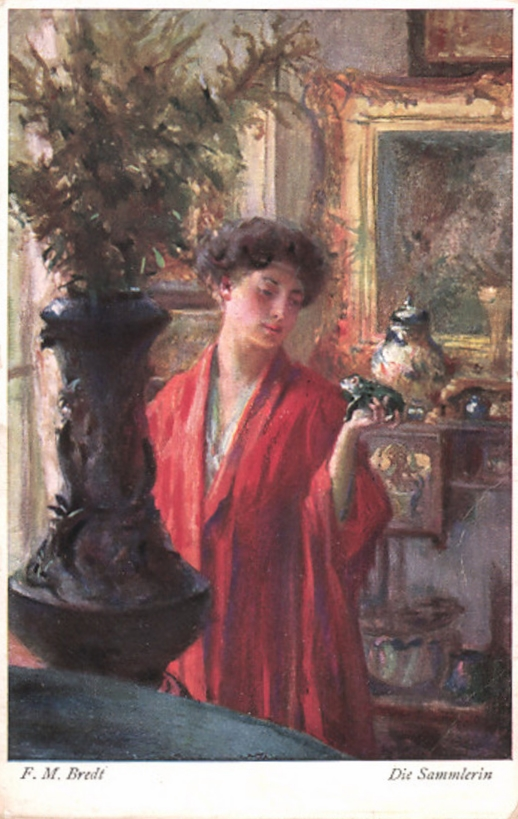
Коллекционерша.
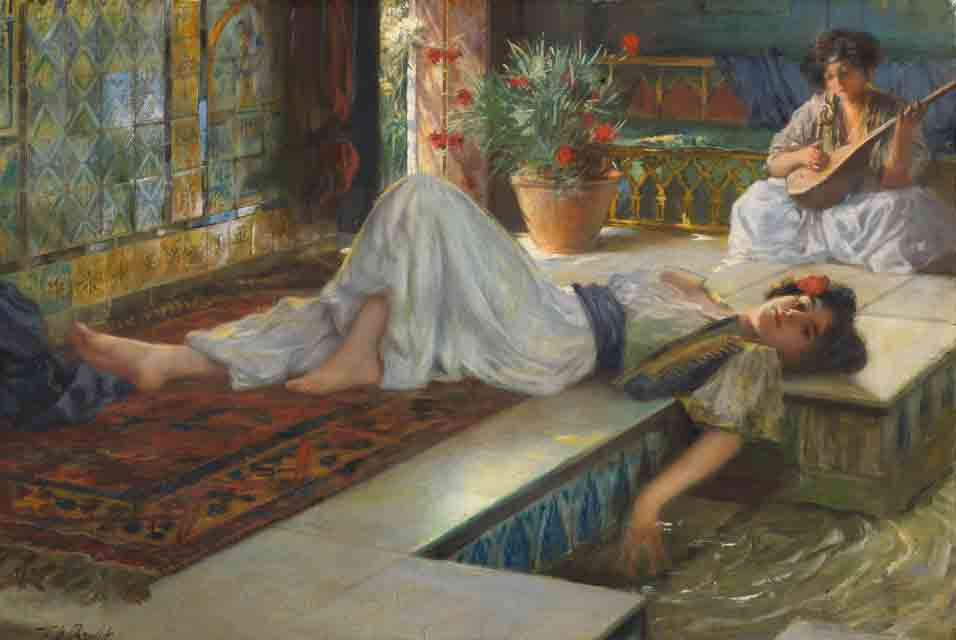
Одалиски.
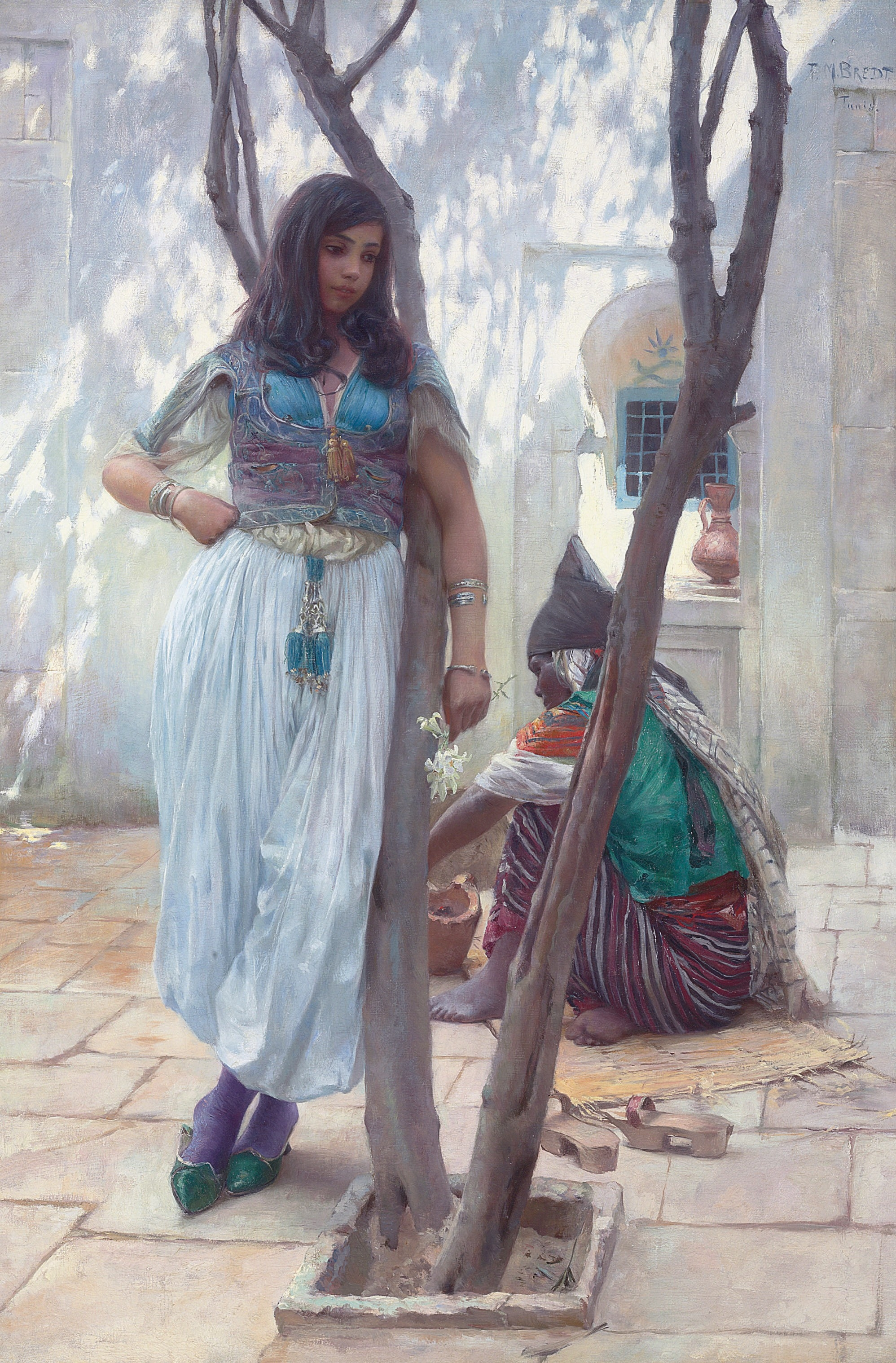
Сцена во внутреннем дворике, Тунис.
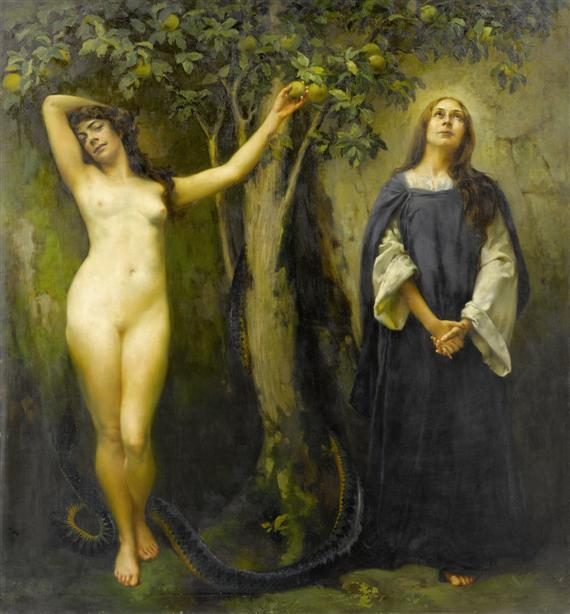
Свет Солнца и свет Луны.
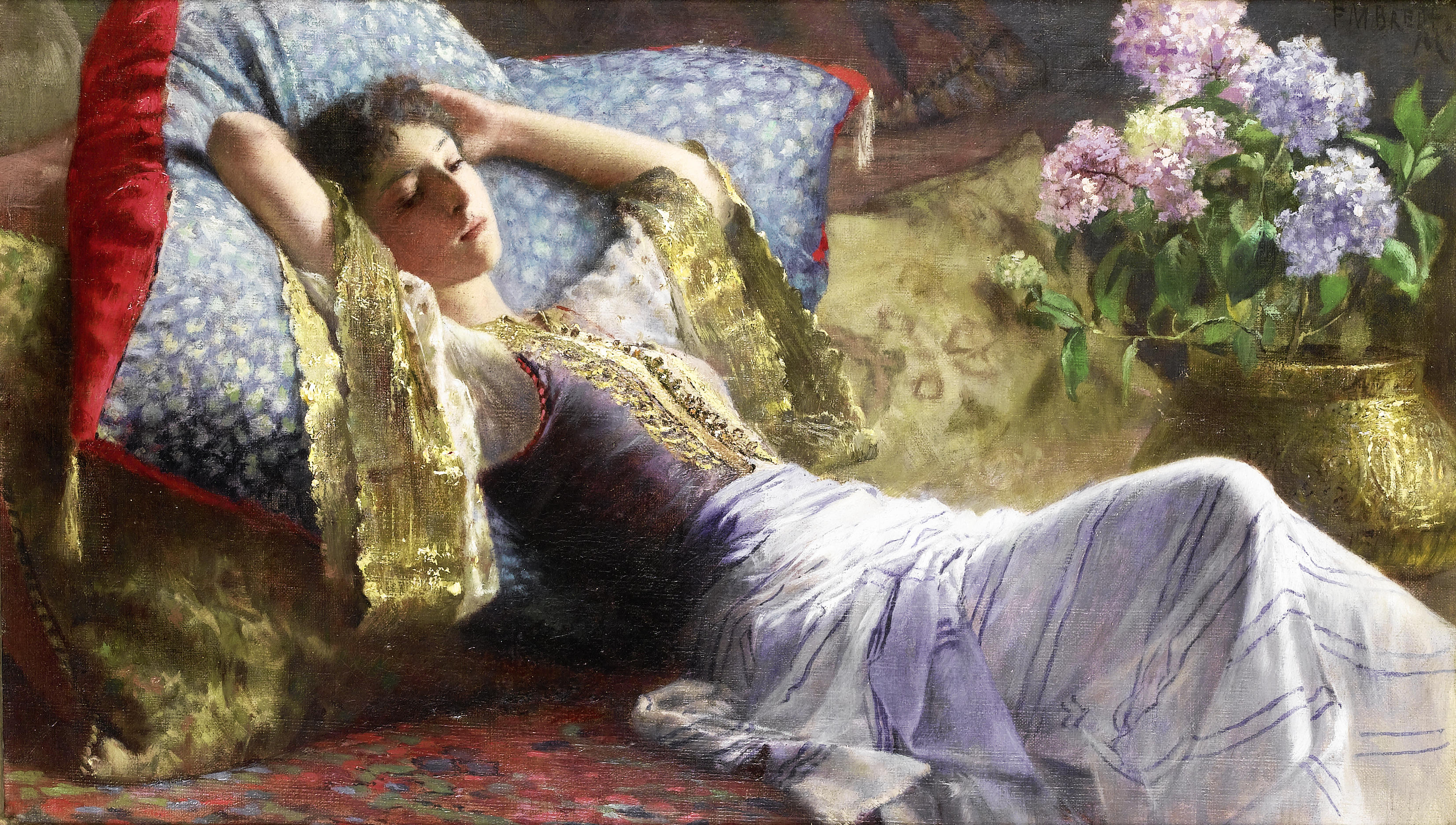
Отдыхающая одалиска.
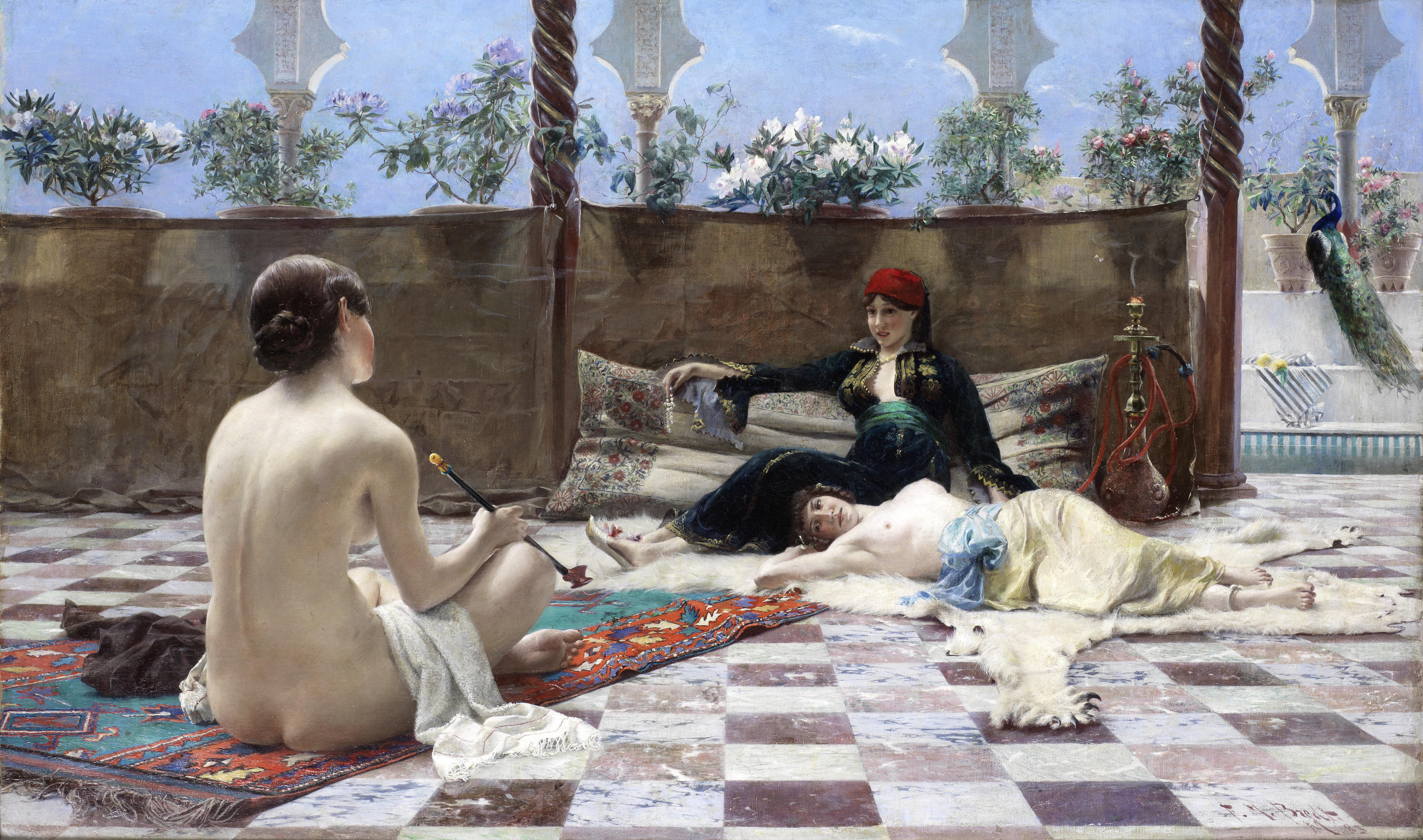
Турецкие женщины в гареме.
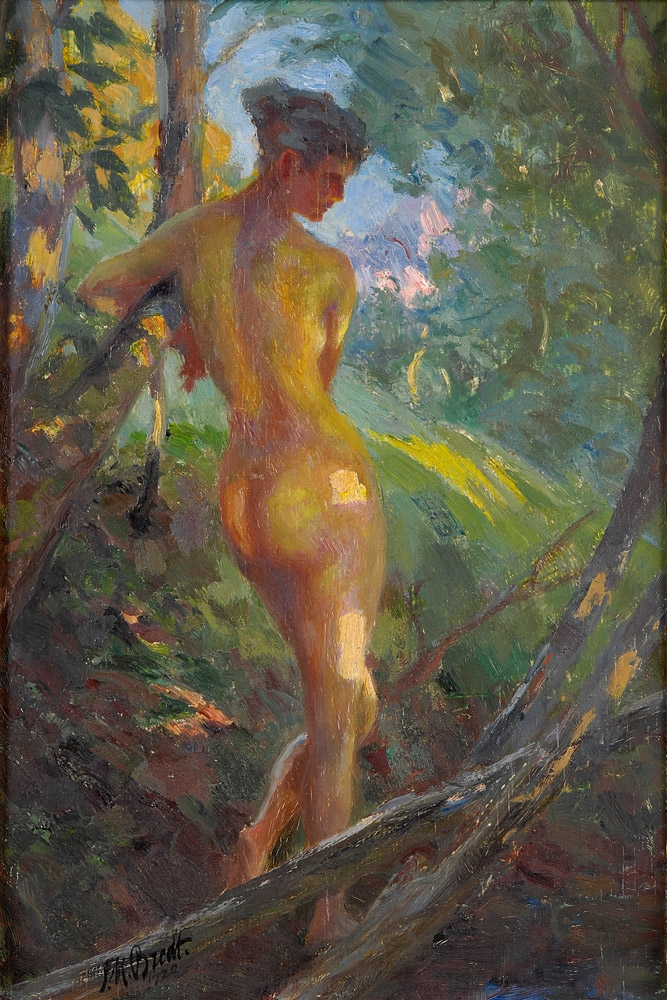
Солнечные лучи.
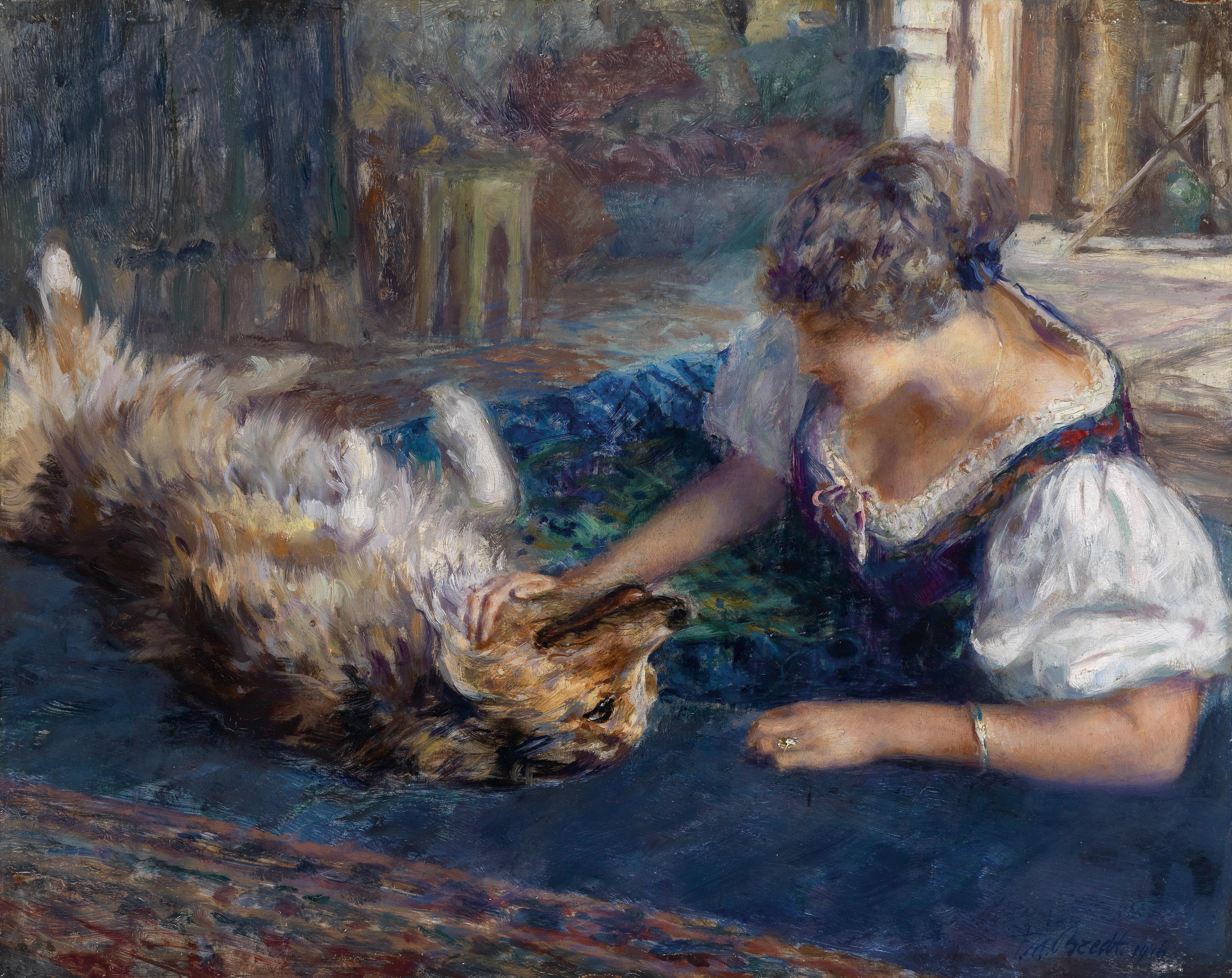
Женщина с собакой.
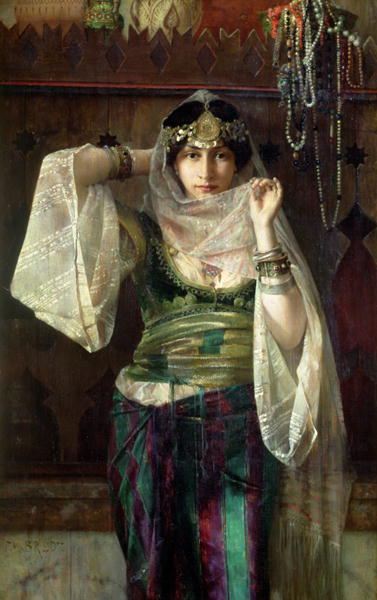
Королева гарема.
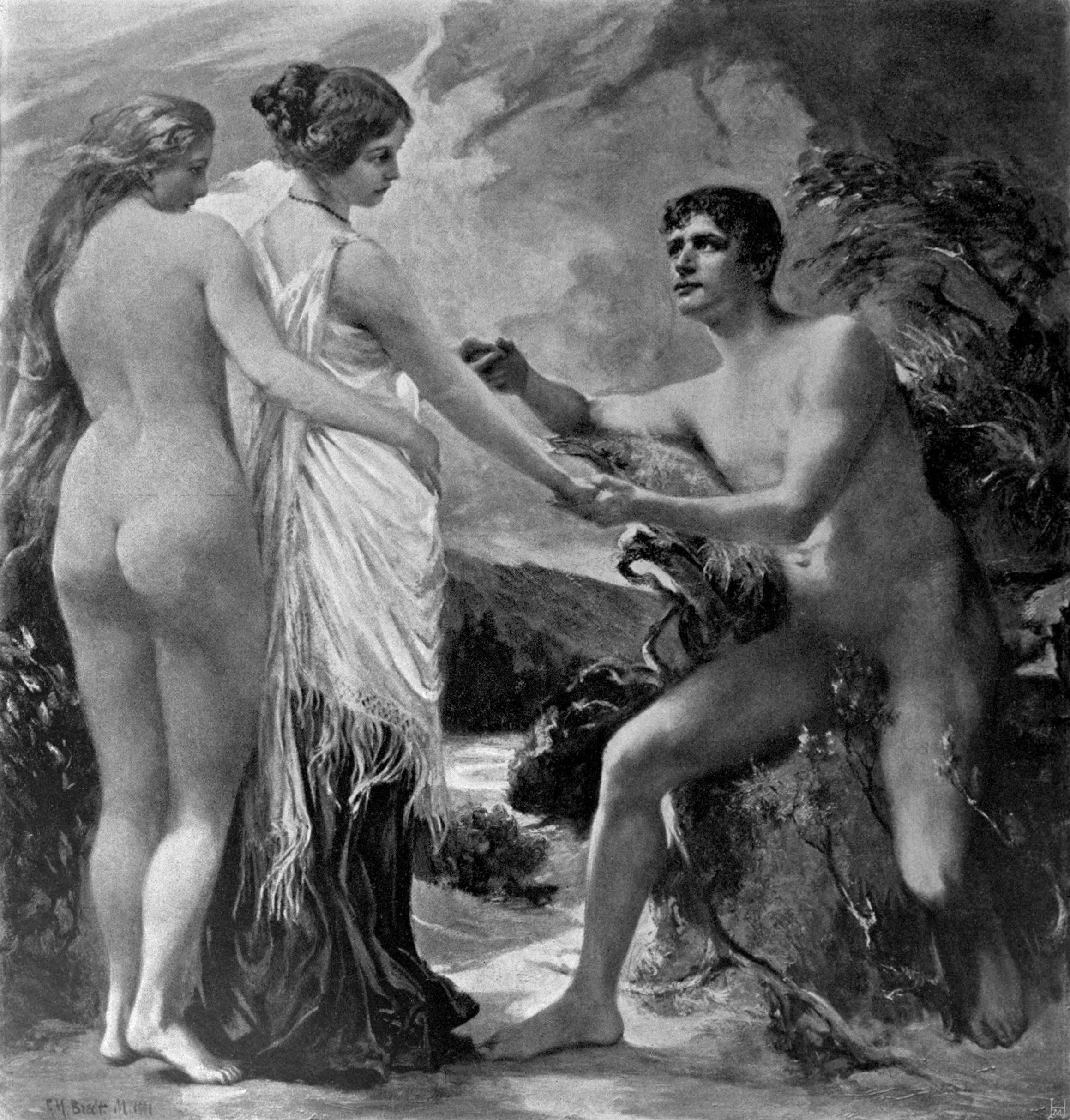
Между добром и злом.